# Far Cry
Far Cry é um jogo de tiro em primeira pessoa de 2004 desenvolvido pela Crytek e publicado pela Ubisoft. É o primeiro título da franquia Far Cry. Situado em um misterioso arquipélago tropical, o jogo segue Jack Carver, um ex-agente das forças especiais americanas, enquanto procura a jornalista Valerie Constantine, que o acompanhou às ilhas, mas desapareceu depois que seu barco foi destruído por mercenários. Enquanto Jack explora as ilhas, ele começa a descobrir os horríveis experimentos genéticos que estão sendo realizados na vida selvagem local e deve confrontar o cientista louco por trás deles.
O jogo foi o primeiro a usar o CryEngine da Crytek, e foi projetado como um jogo de tiro em primeira pessoa aberto, o que significa que falta a maior parte da liberdade que seus sucessores ofereceriam ao jogador. Embora os jogadores possam explorar livremente o mundo do jogo, como nos títulos posteriores de Far Cry, eles geralmente são desencorajados a fazê-lo devido à estrutura linear das missões e à falta de conteúdo paralelo. Apesar disso, a fórmula de jogabilidade estabelecida em Far Cry — colocar o jogador em um ambiente estrangeiro ocupado por forças inimigas onde ele deve usar várias armas e ferramentas, bem como seu entorno para superar qualquer ameaça — seria essencial para definir a identidade da série daqui para frente.
Far Cry foi lançado para Microsoft Windows em março de 2004 com críticas geralmente positivas, sendo elogiado por seus visuais, mecânica de jogo e o nível de liberdade dado aos jogadores. O jogo também foi um sucesso comercial, vendendo mais de 730 mil unidades em quatro meses após o lançamento e mais de 2,5 milhões de unidades em sua vida útil. O sucesso de Far Cry levou a uma série de sequências independentes desenvolvidas pela Ubisoft, começando com Far Cry 2 em 2008. Um remake do jogo com um enredo diferente e novas mecânicas, Far Cry Instincts, foi lançado para Xbox em 2005, para o Xbox 360 em 2006 como parte do compilado Far Cry Instincts: Predator. Uma adaptação cinematográfica foi lançada em 2008. A versão original de Far Cry, atualizada com gráficos em alta definição, foi relançada sob o título Far Cry Classic para PlayStation 3 e Xbox 360 em 2014.

## Jogabilidade
Far Cry é um jogo de tiro em primeira pessoa padrão ambientado em um ambiente aberto: um arquipélago não identificado no Pacífico Sul. A floresta tropical fornece cobertura e ocultação, da qual tanto o jogador quanto os inimigos podem aproveitar. Os inimigos reagem dinamicamente às táticas e ações do jogador. Se um mercenário solitário avistar um jogador, ele ocasionalmente corre em busca de ajuda, sinalizando reforços através do uso de sinalizadores. Os inimigos trabalharão juntos para manobrar, flanquear, cercar e fornecer fogo supressivo, proporcionando a eles uma vantagem tática sobre o jogador, que, por sua vez, é capaz de localizar e marcar inimigos em seu minimapa através do uso de binóculos especiais, que também concede ao jogador a capacidade de ouvir as conversas inimigas de longe, apenas apontando os binóculos na direção dos inimigos. Mais tarde no jogo, binóculos térmicos podem ser usados para localizar as assinaturas de calor dos inimigos, que de outra forma seriam ocultadas pela folhagem ou escuridão.
O ambiente inclui terra, água, estruturas internas e externas, tudo durante vários momentos do dia. O jogador tem a capacidade de pular, correr, agachar e deitar, e olhar em todas as direções. O som desempenha um papel importante na jogabilidade geral. Por exemplo, a localização geral dos inimigos geralmente pode ser identificada ao ouvir seus passos ou conversas. Ao longo do jogo, o jogador encontra uma variedade de armas para escolher, incluindo armas automáticas e granadas.
Os mapas abertos permitem que o jogador complete seus objetivos de várias maneiras diferentes. Quando ao ar livre, o jogador geralmente é apresentado a um conjunto bastante simples de rotas possíveis para seu objetivo, mas elas não precisam necessariamente ser usadas. Os designs de nível de mapa ao ar livre são construídos de uma maneira que permite ao jogador tentar diferentes ângulos para ataques, ou até mesmo contornar completamente os inimigos (com tempo suficiente para manobrar). No entanto, durante as seções internas do jogo, o design de níveis tende a perder esse atributo em favor de uma jogabilidade mais tradicional e linear.

### Multijogador
O jogo incluía três modos multijogador: Deathmatch, Team Deathmatch e 'Assault' — um modo de ataque/defesa onde um time deve guardar três bases e o outro deve capturá-las. A Ubisoft fechou os servidores online em outubro de 2015.

## Desenvolvimento e lançamento
A Crytek desenvolveu um motor de jogo chamado CryEngine para Far Cry. Alegadamente, o jogo nasceu de uma demonstração de tecnologia chamada X-Isle: Dinosaur Island, feita pela Crytek para mostrar as capacidades da Nvidia GeForce 3.
Em 10 de junho de 2013, a Ubisoft anunciou que Far Cry Classic chegaria ao XBLA como parte dos lançamentos do Summer Arcade de 2013 da Microsoft. O jogo foi adiado para 12 de fevereiro de 2014. Far Cry Classic é um remake em HD para PlayStation 3 e Xbox 360. O jogo está disponível como autônomo e parte de uma compilação chamada Far Cry: The Wild Expedition.

## Recepção
Far Cry recebeu críticas "geralmente favoráveis", de acordo com o agregador de críticas Metacritic. O jogo foi vice-campeão nos prêmios "Melhor Atirador" e "Melhores Gráficos Técnicos" da GameSpot em 2004 em todas as plataformas. Ele recebeu vários prêmios no German Developer Awards 2004, incluindo "Best Full-Price Game".

### Vendas
Far Cry foi um sucesso comercial, com vendas acima de 730 mil unidades após quatro meses de lançamento. Ele recebeu uma certificação "Gold" da Verband der Unterhaltungssoftware Deutschland por seu desempenho até o final de junho de 2004. Isso indicou vendas de pelo menos 100 mil unidades na Alemanha, Suíça e Áustria. Nos Estados Unidos, Far Cry vendeu 350 mil cópias e arrecadou onze milhões de dólares para a Crytek em agosto de 2006. Na época, isso levou a Edge a declará-lo o 49.º jogo de computador mais vendido do país lançado desde janeiro de 2000. Ele também ganhou um prêmio de vendas "Gold" da Entertainment and Leisure Software Publishers Association (ELSPA), para vendas de pelo menos 200.000 cópias no Reino Unido. Em 2010, a Crytek anunciou que a versão para PC do jogo havia vendido mais de 2,5 milhões de unidades no total.